# Lód XIII

Diagram fazowy wody w szerokim zakresie ciśnień

Lód XIII – jednoskośna odmiana lodu, stabilna w pośrednim zakresie ciśnień (~300 – 800 MPa) i bardzo niskich temperaturach (do 130 K).

## Charakterystyka
Sieć krystaliczna takiego lodu jest bardzo podobna do lodu V, odróżnia ją od niego uporządkowanie wiązań wodorowych. Sieć ma złożoną strukturę, komórka elementarna zawiera 28 cząsteczek wody. Lód XIII uzyskano z lodu V w ciśnieniu 500 MPa i temperaturze poniżej 130 K, dzięki domieszkowaniu kwasem solnym, które ułatwia przemianę fazową, naturalnie bardzo powolną. Przy izobarycznej zmianie temperatury od 80 do 120 K obserwowana jest odwracalna przemiana lodu XIII w metastabilny lód V.